# Dendropsophus grandisonae
Espèce
Synonymes
- Hyla grandisonae Goin, 1966

Statut de conservation UICN

 DD  : Données insuffisantes
Dendropsophus grandisonae est une espèce d'amphibiens de la famille des Hylidae.

## Répartition
Cette espèce est endémique du Guyana. Elle se rencontre vers Mazaruni dans la région de Cuyuni-Mazaruni,.

## Étymologie
Cette espèce est nommée en l'honneur d'Alice Georgie Cruickshank Grandison.

## Publication originale
- Goin, 1966 : A new frog of the genus Hyla from British Guiana. Quarterly Journal Florida Academy of Science, vol. 29, no 1, p. 39-42 (texte intégral).